# Livre d'art
Cet article concerne le livre d'art. Pour le livre d'artiste, voir Livre d'artiste.
Pour les articles homonymes, voir Livre illustré.

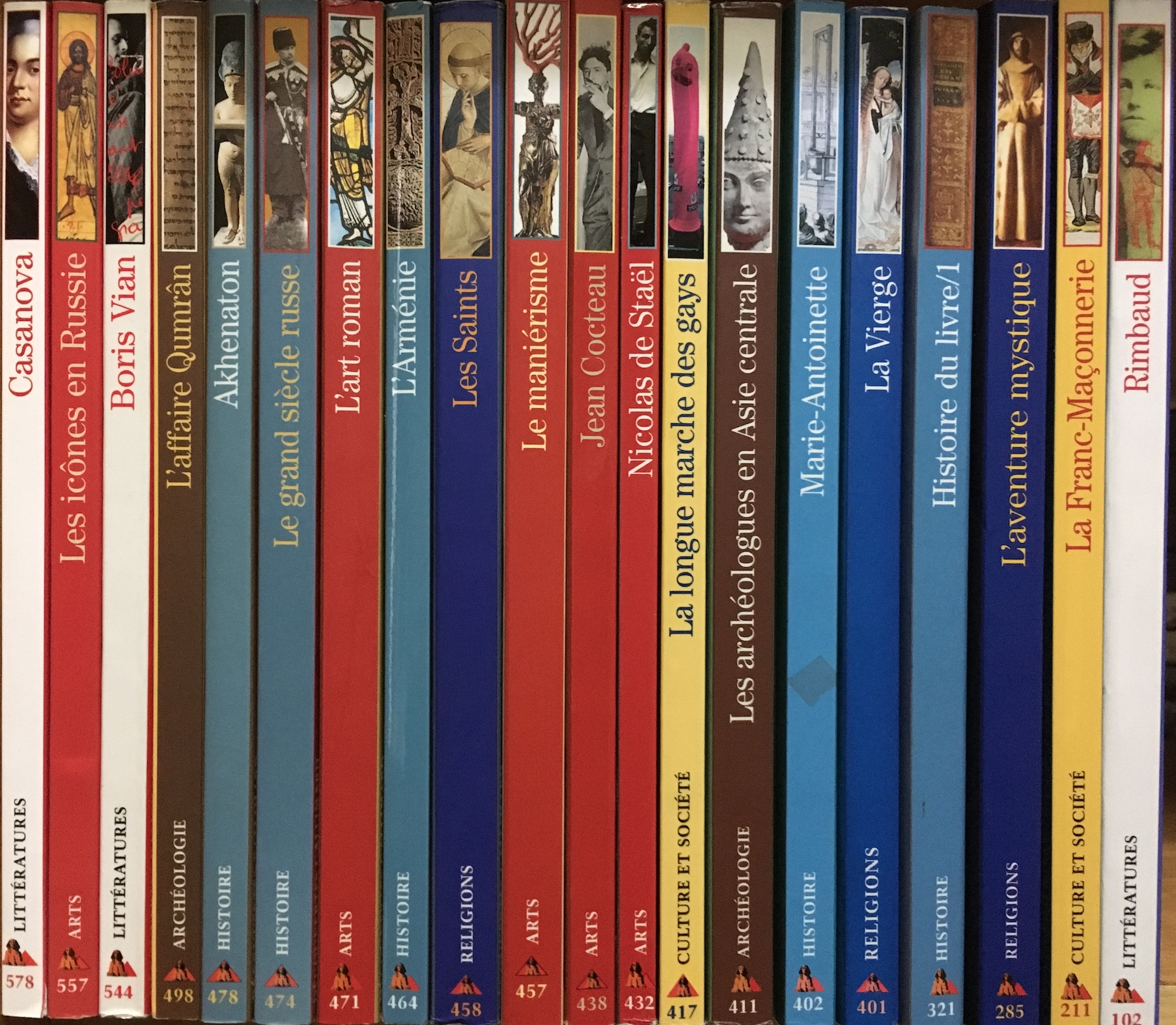
Découvertes Gallimard.

Un livre d’art désigne en premier lieu, dans la terminologie de l’édition, une catégorie de livres où les illustrations à caractère artistique tiennent une place prépondérante par rapport au texte.

## Historique
- Si vous ne connaissez pas le sujet, laissez ce bandeau (vous pouvez alors contacter les auteurs).
- Si vous supprimez le contenu mis en cause (vous pouvez préalablement contacter les auteurs),

argumentez précisément cette suppression dans la page de discussion
(un manque de référence n'est pas un argument ; une recherche réelle de référence doit avoir été effectuée, être formellement documentée).
Dans ses débuts, le livre d’art était destiné à faire connaître les chefs-d’œuvre de la peinture et de l’architecture au grand public, avec quelques légendes au bas des illustrations. À l’origine imprimés en noir et blanc, les livres d’art ont rapidement fait appel aux reproductions en couleur, avec l’utilisation de techniques d’imprimerie de grande qualité telle l’héliogravure, quand les illustrations étaient collées sur des réserves des pages imprimées.
Ces livres d’art étaient parfois accompagnés d’un texte signé par un auteur de référence, spécialiste du sujet traité, qui servait de complément explicatif de l’image.
Mais bientôt, le livre d’art accueille des projets éditoriaux de premier plan. Par exemple, la collection Formes de l’Art, qui a publié des livres d’art de 1954 à 1957, accueillera un ouvrage de André Breton sur L’Art magique. Les Éditions Hazan, qui avaient commencé par publier, à la fin des années cinquante, des petites monographies d’artiste en format poche destiné à un large public (la collection « ABC »), se lancera dans la publication d’études et de monographies de référence signées par écrivains de renom et des historiens de l’art considérés comme incontournables.
Des ouvrages de grande qualité voient le jour et reçoivent une reconnaissance méritée : plusieurs prix littéraires seront créés. Ainsi, dès 1980, le Prix Élie-Faure distingue le meilleur livre d’art de l’année. En 1996, un autre prix littéraire, le Prix André-Malraux est créé par le ministère de la Culture. Depuis 2009, le prix « Livre d’art » de La Nuit du livre, selon sa créatrice Elisabeth Chainet, « célèbre la beauté dans les livres, ces chefs-d’œuvre qui révèlent deux talents : celui de l’auteur, qu’il soit écrivain, photographe ou illustrateur, mais aussi celui du fabricant. La beauté d’un livre est en effet le résultat d’une rencontre parfaite entre l’univers intellectuel de l’auteur et de l’univers technique du fabricant
. » L’emphase n’est plus donnée aux artistes peintres et autres créateurs sculpteurs, joailliers, couturiers.., dont les œuvres sont photographiées et reproduites; c’est le fabricant et son processus créatif qui est dorénavant mis à l’honneur dans sa collaboration avec l’auteur.
Parmi les livres d’art, on trouve des ouvrages qui bénéficient d’une présentation soignée, le plus souvent signés par des auteurs prestigieux, car il s’agit de justifier aux yeux du public les coûts élevés de leur réalisation. Ainsi, les Éditions Hazan, qui se présentent comme « La référence du livre d’art . », publieront un Giotto en 1985, en faisant appel à l’essayiste et auteur d’avant-garde Marcelin Pleynet. Le livre d’art accorde toujours une place prépondérante aux illustrations, mais il est devenu un ouvrage aussi exigeant que soigné, qui donne place à des textes de réflexion et de création littéraire qui se veulent des contributions à la culture de notre époque. Par exemple en 1905, la Société du Livre contemporain commanda à Paul Jouve l'illustration du livre de la Jungle de Rudyard Kipling. Paul Jouve consacrera une dizaine d’années aux 130 illustrations de cet ouvrage qui restera comme un des chefs-d’œuvre de la bibliophilie .
Parfois le livre d’art, dans sa forme la plus sobre, peut être confondu avec le catalogue raisonné d’artiste, publié par des musées ou des sociétés de vente aux enchères, où la biographie de l’artiste et l’inventaire des œuvres sert à fixer l’authenticité de celles-ci. Ainsi Pierre Rosenberg, conservateur au musée du Louvre, fera paraître en 1994 un Nicolas Poussin. Catalogue raisonné des dessins, avec Louis-Antoine Prat, en deux forts volumes qui obtiendront le prix XVIIe siècle l’année suivante. Parfois aussi le livre d’art est confondu avec le livre de luxe, un assemblage de valeurs sûres au niveau du texte et de l’image, qui sera plus feuilleté que lu. Certains assemblages se révéleront cependant tout à fait pertinents, lorsque l’éditrice Diane de Sellier réunit des dessins inédits de Boticelli autour d’un manuscrit de La Divine Comédie de Dante. Parfois aussi le livre d’art sera confondu avec les catalogues publiés par des galeries à l’occasion d’une exposition, où la réflexion du critique d’art est parfois étouffée dans une prose promotionnelle.
Enfin, mentionnons que le livre d’art s’apparente parfois au Livre d'artiste, lorsque, tout comme ce dernier, il orchestre la rencontre d’un artiste et d’un écrivain, avec les plus beaux papiers, des reliures et des coffrets. Cependant le livre d’artiste est invariablement tiré en un nombre limité d’exemplaires, et surtout l’artiste et parfois aussi l’auteur, sont les maîtres d’œuvre du livre. On peut compter aussi parmi les livres d’art les « livres pauvres » selon le concept de Daniel Leuwers, qui permettent aux artistes et aux écrivains de s’émanciper du marché de l’édition. Bref, le livre d’art n’est plus au service d’une culture statique qui décline ses monuments, image par image, auprès du grand public ; il n’est plus l’outil exclusif des collectionneurs et des conservateurs ; il est devenu un espace éditorial important de notre vie culturelle, il contribue à la création et à la réflexion au cœur de la vie artistique de notre époque.